# Parque provincial Teyú Cuaré

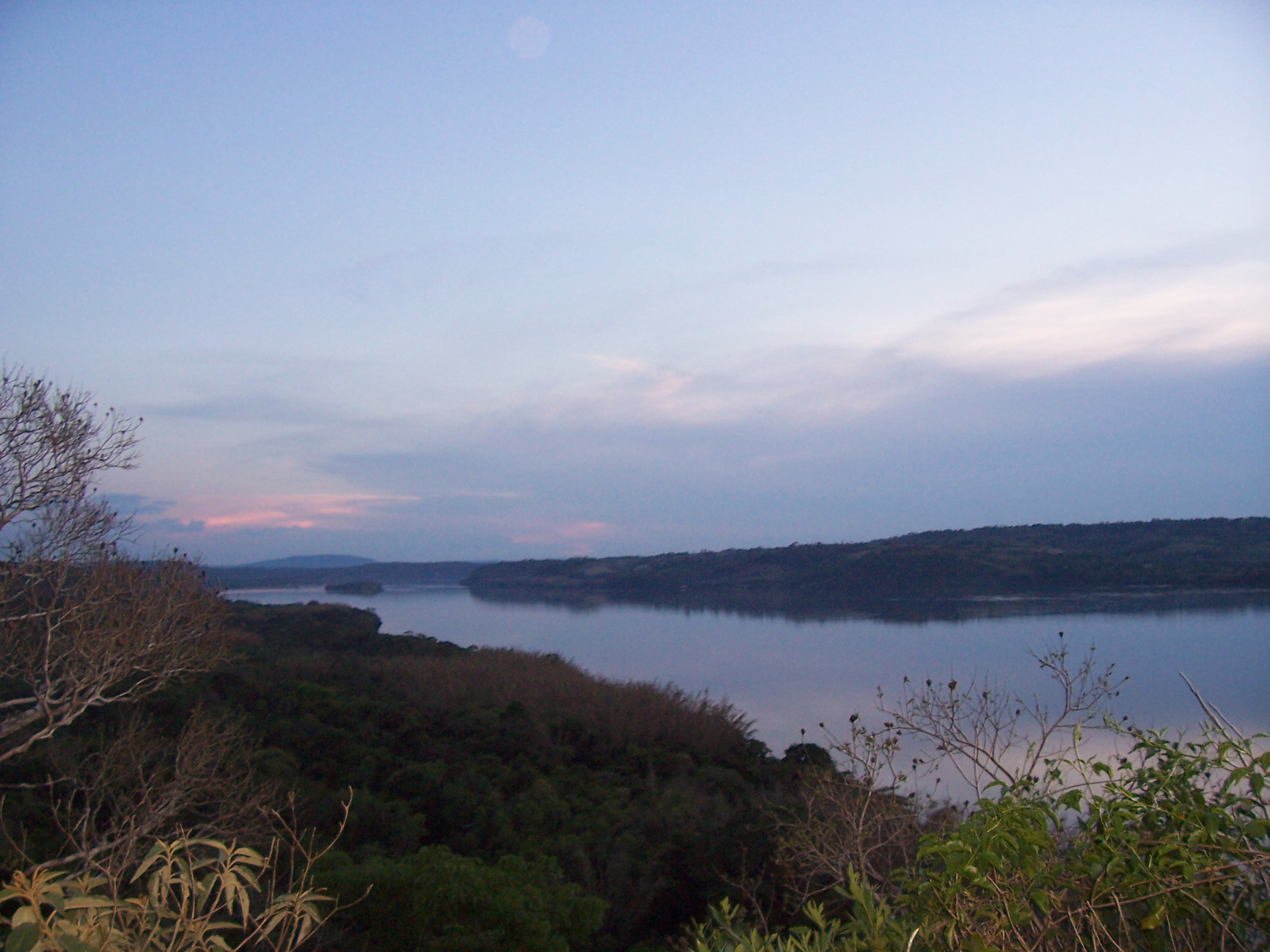
Imagen del parque.

El parque provincial Teyú Cuaré (en guaraní: teju, lagarto, kuare, cueva; es decir: cueva del lagarto) es un área natural protegida de la provincia argentina de Misiones. 
Fue creado el 3 de octubre de 1991 mediante la sanción de la ley provincial n.º 2876 sobre terrenos fiscales provinciales.

## Localización
Abarca un área costera sobre el río Paraná ubicada en el departamento San Ignacio. Posee una superficie de 78 ha 35 a 41 ca. 

## El parque en la literatura

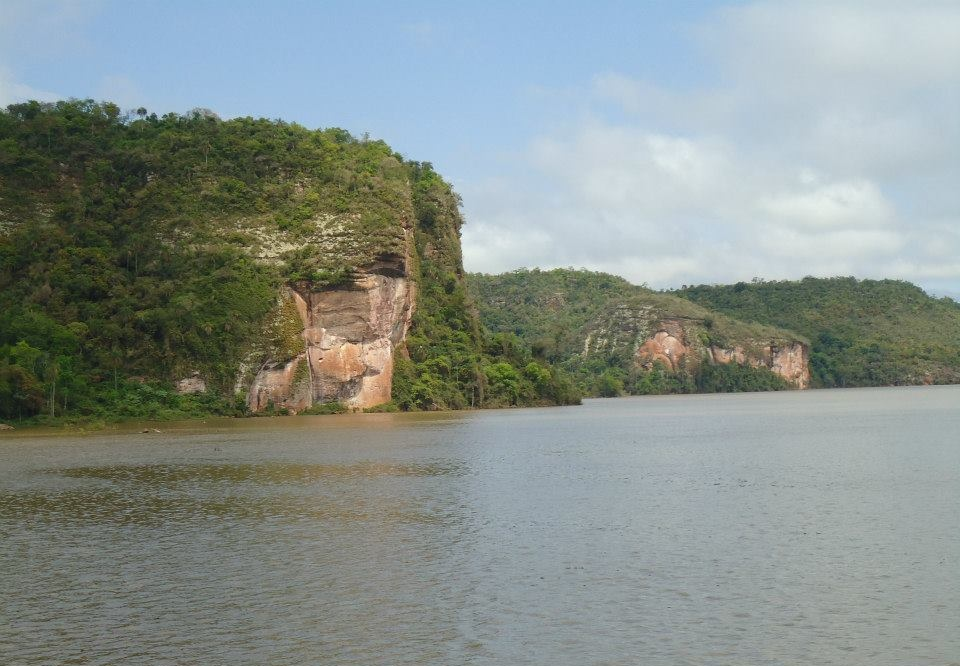
Peñón del Teyú Cuaré.

El lugar ha servido de inspiración al escritor uruguayo Horacio Quiroga, quien vivió muchos años en Misiones y poseía su casa en las inmediaciones de esta reserva natural.

## La única ingresión del Cerrado en Argentina
El Cerrado es una amplia ecorregión de sabana tropical típica del centro del Brasil, extendiéndose así mismo en el este de Bolivia, en el noreste y centro de Paraguay, alcanzando por el sur, ya algo menos diverso, el parque provincial Teyú Cuaré y alrededores según recientes investigaciones, en las cuales se abordó la notable afinidad de la flora vascular y la fauna de vertebrados de esta área protegida con respecto al Cerrado sensu stricto.
Durante el Holoceno temprano, la vegetación correspondiente al cerrado se expandió y ocupó una superficie mayor que la actual. Hoy existen "islas" de cerrado en el área de selvas semicaducas de la mata atlántica, que serían el remanente de esta mayor área de distribución de la vegetación de Cerrado alcanzada hace 10 000-7000 años.

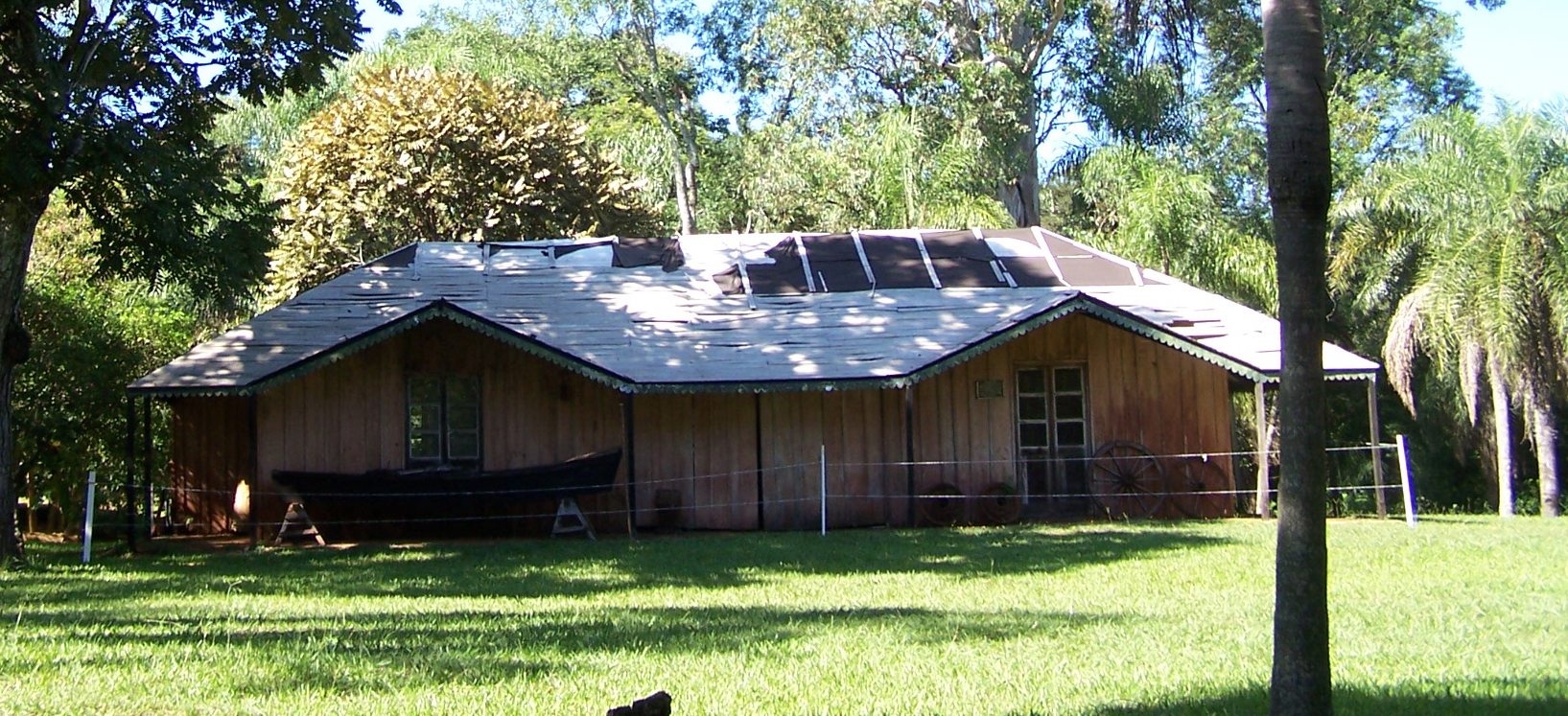
La casa de Horacio Quiroga en las inmediaciones de la reserva.